# Ibrahim Jaafari
Ibrahim al-Jaafari (Karbala, 1947) is een Iraaks politicus. Hij was overgangspremier van Irak tussen 2005 en 2006. Van 2014 tot 2018 was hij minister van Buitenlandse Zaken in het kabinet van Haider al-Abadi.

## Biografie
Ibrahim Jaafari studeerde medicijnen in Mosoel. In 1966 werd hij lid van de Daawapartij, die in de jaren 70 in opstand kwam tegen de dictatuur van het Ba'ath-regime van Saddam Hoessein. Uit die tijd dateert de schuilnaam Jaafari. De opstand werd hardhandig onderdrukt, waarna Jaafari naar het buitenland (Iran en later Groot-Brittannië) vluchtte. In Iran studeerde Jaafari sjiitische theologie in de heilige stad Qom. Toen in 1990 een scheuring optrad in de Daawapartij ging Jaafari naar Londen.
Na de Irakoorlog kwam Jaafari, net als anderen, terug naar Irak. Hij maakte deel uit van de regeringsraad die adviserende bevoegdheden had ten tijde van de Amerikaanse bestuurder Paul Bremer, en was de eerste roulerend voorzitter van die raad. Vervolgens werd hij vicepremier in de interim-regering van Iyad Allawi, die op 28 juni 2004 de macht kreeg van de Coalition Provisional Authority. Bij een opiniepeiling werd hij door de Irakezen tot de op twee na populairste politicus uitgeroepen.

### Interim-premier
Op 8 april 2005 werd Jaafari door interim-president Jalal Talabani benoemd tot interim-premier. Hij vormde een interim-regering die aan de buitenwereld werd gepresenteerd op 28 april 2005. Zijn regering moest het land besturen en een nieuwe grondwet schrijven. Na de acceptatie van de grondwet in een referendum, werden opnieuw verkiezingen gehouden. 
Waarnemers (zoals van de BBC) beschouwden Jaafari als iemand die de etnische groepen (sjiieten, soennieten en Koerden) bij elkaar kon brengen. Maar Jaafari had (nauwe) banden met zijn mede-sjiieten in Iran, die een hardere lijn voorstonden. En al op 8 juni kondigde Abdoel Aziz Al-Hakim, hoofd van de in Iran opgerichte sjiitische Badr-militie, in aanwezigheid van premier Jaafari en president Talabani, aan dat de etnische en religieuze milities korte metten zouden maken met de soennitische opstand. Daarmee brak een periode aan van onbeheerst sektarisch geweld.
Ten slotte verloor Jaafari ook de steun van de Koerden, waardoor zijn eigen alliantie hem in april 2006 moest laten vallen als kandidaat-premier van een nieuwe regering.

### Vervolg
Ibrahim Jaafari is een voormalig leider van de Islamitische Daawa Partij. Deze partij was een van de belangrijkste lijsten binnen de sjiitische Verenigde Iraakse Alliantie. De Verenigde Iraakse Alliantie won bij de verkiezingen van 30 januari 2005 48% van de stemmen en werd daarmee verreweg de grootste politieke partij. In 2008 richtte Jaafari een nieuwe beweging op, genaamd Islah.
In september 2014 werd hij door premier Haider al-Abadi benoemd tot minister van Buitenlandse Zaken. Hij behield deze functie gedurende vier jaar tot oktober 2018.